# معركة إيديستافيسو
معركة إيديستافيسو وعرفت أيضاً باسم معركة ميندن و معركة نهر فيسر هي معركة إندلعت في سنة 16 ميلادية بين القوات الرومانية تحت قيادة جيرمانيكوس الابن المتبنى للإمبراطور طيباريوس ضد تحالف من القبائل الجرمانية بقيادة أرمينيوس زعيم قبيلة الشيروسكيين، هذه المعركة كانت الأخيرة في الحملات الرومانية في جرمانيا لجرمانيكوس في جرمانيا.

## الخلفية
بعد انتصار زعيم القبائل الجرمانية أرمينيوس على روما في معركة غابة تويتوبورغ في سنة 9 ميلادية وإبادته لثلاث فيالق رومانية بالكامل، شعر الرومان بالعار من هذه الهزيمة وصمموا على الانتقام، فبدأ الرومان حملتهم على جرمانيا في سنة 15 ميلادية. وجه جرمانيكوس قوات في البداية ضد قبيلة الخاتيين وثم ضد قبيلة الشيروسيكيين وألتي كانت تحت قيادة أرمينيوس، لكن أرمينيوس فر من وجه القوات الرومانية حال سماعه بوصولها عنده، استمر جرمانيكوس بالتقدم ووصل إلى غابة تويتوبورغ المكان ألتي أبيدت به القوات الرومانية، حيث شاهد عظام القتلى ألتي كانت لا تزال تملأ الغابة، فأمر بدفن جميع هذه العظام تخليداً لأرواحهم.

## الموقع
حسب المصادر ذكرت أن موقع المعركة كان في إيديستافيسوس، على الضفة الشرقية لنهر فيزر.

## المعركة
بدأت قوات القبائل الجرمانية بسياسة الكر والفر من القوات الرومانية، وفيما كانت القوات الرومانية تتقدم كانت تحرق وتدمر كل القرى الجرمانية ألتي أمامهم، أما الجرمان فكانوا يتهيئون لشن هجوم خاطف عليهم مثل هجوم تويتوبيرغ، بعد إستمرار تقدم الرومان تحالفوا مع قبيلة الشاوكيين ألتي كانت تعادي أرمينيوس وإنضموا مع القوات الرومانية لأجل محاربة أرمينيوس والقبائل الجرمانية ألتي معه، أثناء هذه المعركة لعبت المرتزقة الجرمانية دور كبير بهزيمة أرمينيوس، حيث أصيب هو وعمه إنجيومير في المعركة لكنهم أفلتوا من قبضة الرومان، على الرغم أن القوات الجرمانية حاولت تنظيم نفسها، إلا أنها لم تصمد هذه المرة أمام الرومان، حيث حاول معظمهم الهروب، فغرق العديد منهم أثناء محاولتهم الهرب من خلال نهر فيسر فيما قتل آخرين على يد رماة السهام الرومان أثناء محاولتهم الاختباء بين أغصان الأشجار هناك، حسب ما قاله تاسيتوس أن من قبض عليهم الرومان تم ذبحهم بالكامل وذكر بأن الأرض تغطت ب10 أميال من جثثهم.

## بعد المعركة
بعد الانتصار الروماني هرب الجرمان شرقاً نحو نهر إلبه ليعيدوا تنظيم صفوفهم هناك، حيث خططوا لمواجهة الرومان عند سور أنغريفيرير، الرومان استمروا بتقدمهم هناك، حيث قال جرمانيكوس لقواته هناك أنه لا يريد أي أسرى منهم بل يريد محو هذه القبائل الجرمانية بالكامل وأن هذا هو الحل الوحيد للنزاع. إنتصر الرومان هناك أيضاً ووضعوا هناك نصب لمارس وجوبيتر وأغسطس تخليداً للنصر. بعد المعركة قام جرمانيكوس بتنصيب كايوس سيلوس كزعيم للقوات وزوده ب3000 فارس و33 ألف جندي مشاة ليحارب بها قبيلة المارسيين فهزمهم وهجرهم من منطقتهم. بسبب قدوم الشتاء قرر جرمانيكوس سحب قواته إلى الراين، القبائل الجرمانية ألتي عارضت أرمينيوس استغلت الفرصة لتفاوض جرمانيكوس للسلام، وافق جرمانيكوس على ذلك مقابل تعدهم بالانضمام إلى الرومان في حملتهم بعد نهاية الشتاء وقدوم الصيف وهي الحملة ألتي لم تجري. على الرغم أن الرومان لم يتمكنوا من قتل أو أسر أرمينيوس وألذي كان يعتبر خائن، إلا أنهم أسروا زوجته توسنيلدا مع إبنه الوحيد تومليكوس أخذوا إلى روما، حيث إعتبره الرومان أنهم إنتقموا من أرمينيوس. بعد وصول قوات جرمانيكوس إلى الراين، أمر طيباريوس جرمانيكوس بالعودة إلى روما لأجل الاحتفال بالنصر ألذي حققه في جرمانيا، وإحتفل بالانتصار في 26 مايو من سنة 17 ميلادية.